# Marinus Adrianus Simonis
Marinus Adrianus Simonis (Raamsdonksveer, 14 november 1888 — Heinenoord, 17 februari 1945) was een Nederlands bestuurder. Namens de NSB was hij burgemeester van Leidschendam en waarnemend burgemeester van de gemeentes Piershil, Goudswaard en Nieuw-Beijerland.

## Levensloop
Simonis was na zijn studie werkzaam als klerk bij Van Gend & Loos in Leiden. Later was hij tot aan zijn aanstelling in Leidschendam fabrikant in Schiedam en een van de oudste Nederlandse NSB-leden en kernleider van de Waffen-SS. Zijn beide zoons waren ook lid van de SS. Vanaf juli 1943 tot september 1944 was hij vervolgens burgemeester van de plaats, tot hij op Dolle Dinsdag 5 september 1944 vluchtte met het plan om enkele dagen later terug te keren op zijn post. Deze was echter al ingenomen en zodoende werd hij aangesteld als waarnemend burgemeester van de drie kleine gemeentes Piershil, Goudswaard en Nieuw-Beijerland. Hij heerste er in samenwerking met zijn zoon met harde hand en vele inwoners werden te werk gesteld of gedeporteerd naar Kamp Vught. Deze spanning leidde tot een moment waarop zijn zoon in de ambtswoning door een knokploeg in elkaar werd geslagen. Als reprimande werden er na een razzia tientallen inwoners van Nieuw-Beijerland gedeporteerd naar Schouwen-Duiveland om daar te werken voor de Duitsers. 
Als reactie van het verzet werd Simonis enkele dagen later op de fiets op weg naar huis doodgeschoten in Heinenoord door leden van de knokploeg Zinkweg. De politie vond hem in de sloot en later kwamen er twee SS'ers langs en werd bevestigd dat het om Simonis ging. De volgende ochtend haalde men tien gevangenen uit de strafgevangenis van Scheveningen, die werden overgebracht naar de plek waar de burgemeester doodgeschoten werd. Langs de provinciale weg tussen Oud-Beijerland en Maasdam werden de tien als represaille gefusilleerd. Op de plek waar dit alles gebeurde werd in 1950 het monument Moeder geplaatst.